# Virgen de las 40 Horas
La Virgen de las 40 Horas, también conocida como Nuestra Señora Purísima de las 40 Horas, es una advocación de la Virgen María venerada en la ciudad chilena de Limache, de la cual es patrona. Su festividad se celebra el último domingo de febrero con una multitudinaria procesión por las calles de la ciudad.

## Historia
Según la tradición, la imagen fue encontrada en el mar, frente a las costas de Concón, por unos pescadores en 1831. Tiempo después, el vecino de Limache Juan Crisóstomo Rodenas, adquirió la imagen y le rindió culto en su casa. Debido a la gran cantidad de fieles que llegaban el día de la fiesta, la imagen era trasladada a la Iglesia de la Santa Cruz para su devoción, hasta que fue trasladada definitivamente a este templo parroquial. La Virgen fue declarada patrona de Limache el 8 de diciembre de 1859.
Su nombre tiene origen gracias a que la festividad de la Virgen coincide con la festividad de las Cuarenta Horas, que consiste en adorar al Santísimo Sacramento por esta cantidad de tiempo.

## Festividad

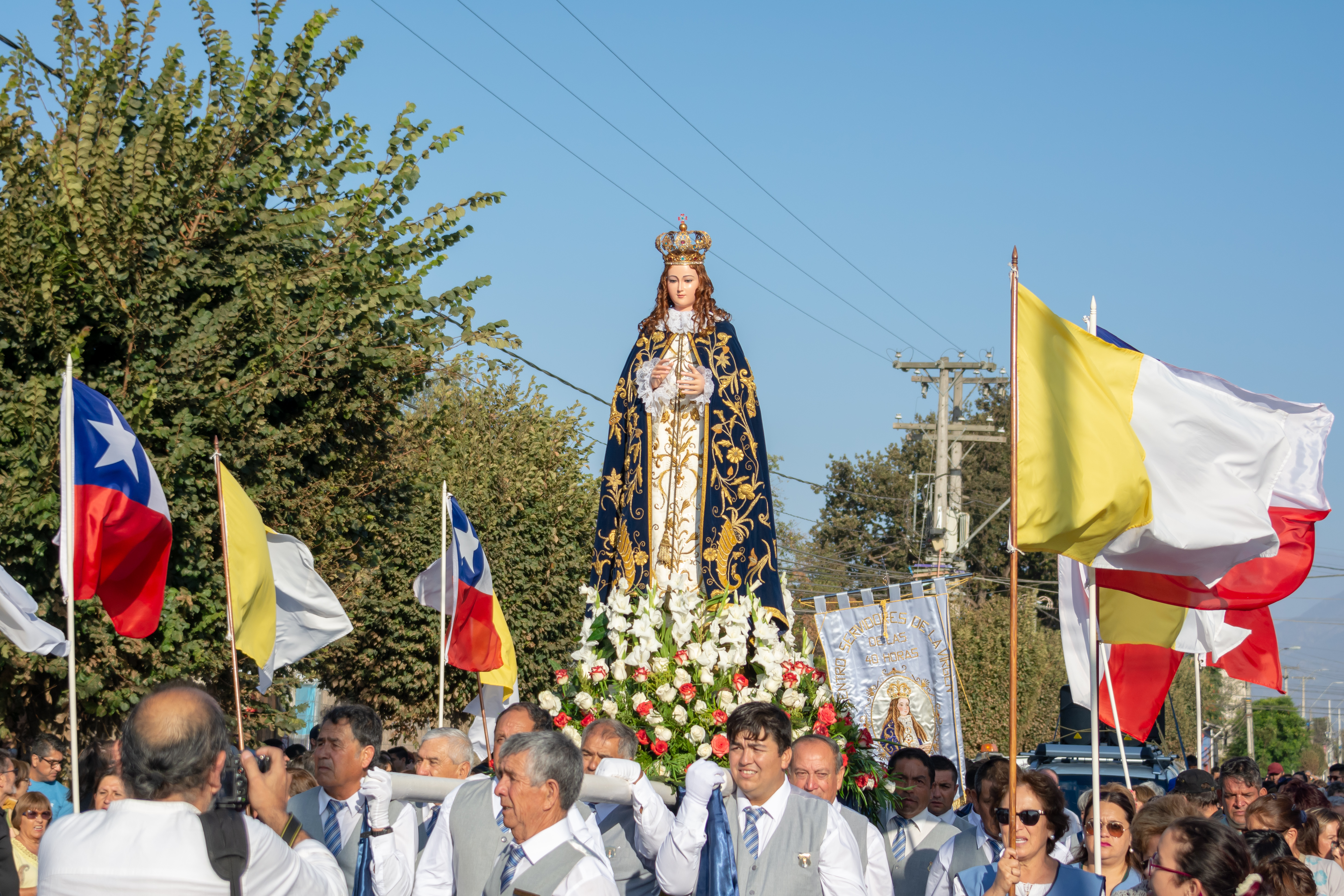
Procesión de la virgen por las calles de Limache en 2020.

Su festividad se celebra en el mes de febrero. Comienza nueve días antes del último domingo de febrero, con la celebración de la novena con sus respectivas liturgias dedicadas a diversos temas de la vida cristiana, la peregrinación de bailes religiosos y la realización de encuentros juveniles. También en la novena, se realiza el Jubileo Eucarístico de las Cuarenta Horas, en donde por 3 días consecutivos se adora al Santísimo Sacramento, actividad que culmina con una procesión por la plaza Independencia.
Las actividades del día domingo, día de la gran festividad, comienzan con una misa a medianoche. Posteriormente, y desde las 5 de la mañana, se realizan eucaristías cada 1 hora. Al mediodía se celebra la misa solemne presidida por el obispo de Valparaíso. A las 6 de la tarde tiene lugar la salida en procesión, también liderada por el obispo, por la avenida República hasta la cárcel de Limache para recibir el homenaje de los reclusos.
La festividad termina el día lunes con la celebración de misas de acción de gracias.

## Feria
Paralelamente, y con motivo de la festividad religiosa, se realiza una feria en el sector motódromo del Estadio Municipal Ángel Navarrete Candia con la presencia de cerca de 500 puestos destinados a la venta de productos comerciales y cocinerías.